# 松本ちひろ
松本 ちひろ（まつもと ちひろ、1995年5月15日 - ）は、山口県出身の女子競輪選手。日本競輪選手会山口支部所属、ホームバンクは防府競輪場。日本競輪選手養成所第120期生。師匠は宮崎裕也（80期）。実父は同じく競輪選手だった松本篤浩（68期）。

## 経歴
幼少時よりサッカーに打ち込み、U-13およびU-14女子日本代表に選出され、日ノ本学園高校では第22回全日本高等学校女子サッカー選手権大会優勝するなど実績を残した。日本体育大学卒業後、父・篤浩の引退レースを見て競輪選手を志した。
2020年1月16日、日本競輪選手養成所第120回技能試験に合格。養成所競走成績は11位（5勝）。
2021年5月1日、静岡競輪場での新人戦「競輪ルーキーシリーズ」でデビューし5着。初勝利は、本格デビュー場所の佐世保FI最終日である7月10日第5レース一般戦。
2023年6月15日、同じく山口所属の競輪選手の安本昇平（113期）と結婚。
2024年2月の松山FIIを最後に産休に入り、同年10月に長女を出産。2025年8月18日、名古屋FIで1年半ぶりにレースに復帰。